# Heilige pillenkever
De heilige pillenkever (Scarabaeus sacer), ook bekend als heilige pillendraaier of (heilige) scarabee, is een mestkever die voorkomt in alle Middellandse Zeelanden en Centraal-Azië. Het is de typesoort van het geslacht Scarabaeus. De wetenschappelijke naam van de soort werd in 1758 gepubliceerd door Carl Linnaeus.
De kever figureert veel in religie en kunst; de naam scarabee is ook gegeven aan Oud-Egyptische voorstellingen van dit dier, die een spirituele of religieuze betekenis hadden.

## Leefwijze
Men vindt deze kevers vooral langs karavaanwegen waar ze kamelen- en paardenmest verwerken tot bolletjes die variëren in grootte van kers tot appel. De mest doet dienst als reservevoedsel. Als twee kevers samen een bolletje (of pil) rollen, dan zijn dit een mannetje en een wijfje. Het mannetje graaft dan de gang waarna het wijfje onder het zand een eitje legt. Eenmaal uitgekomen voedt de larve zich met de mest en verpopt ze zich tot jonge glanzende kever.

## Symbool
Dit gedrag waarbij een oude kever zich ingraaft en een jonger exemplaar uit zijn graf deed oprijzen, zorgde ervoor dat de scarabee in het Oude Egypte werd aanbeden als symbool van dood en wederopstanding. Als beschermer des levens vindt men ze terug in amuletten. Ook graven werden met deze kever versierd.